# ドナルド3世 (スコットランド王)
ドナルド3世（スコットランド語: Domnall mac Donnchada、1033年 - 1099年）は、スコットランド王（在位：1093年 - 1094年5月、1094年11月 - 1097年）。ダンカン1世とノーサンブリア伯シューアドの妹シビルの次男でマルカム3世の弟。肌が白いことから白皙を意味するドナルド・ベイン（Donald Bane）ともいわれる。

## 生涯
父がマクベスに殺害された1040年にスコットランド西部沖のヘブリディーズ諸島に逃れ、以後この地で少年時代を過ごした。兄マルカム3世がイングランド好みであったのに対して、北方の荒々しい気風の中で育ったドナルドは野生好みで、大のイングランド嫌いであった。マルカム3世の中・南部を中心とした政治に不満を持っていた北・西部の豪族たちに支持され、ドナルドは1093年に兄がイングランド侵攻で敗死すると甥で兄の長男ダンカン（後のダンカン2世）を差し置いて王位についた。ドナルド3世は王位につくや、宮廷の様式・習慣をケルト式に戻した。
翌1094年5月、イングランドに人質となっていたダンカンは、イングランド王ウィリアム2世の支援を受け、王位奪還に立ち上がった。ドナルド3世はダンカンに敗れ廃位、わずか7ヶ月で王位を奪われた。ダンカンは即位してダンカン2世となった。
しかし、マルカム3世以来のイングランド臣従に対する重臣たちの反発は大きかった。半年後の11月、ドナルド・ベインは支持者やダンカン2世の異母弟エドマンドたちと謀ってダンカン2世を暗殺し、王位に復帰してエドマンドと共同統治を行った。
1097年、エドマンドの弟エドガーがウィリアム2世とエドガー・アシリングの力を借りて軍を起こした。ドナルド3世はエドマンドと共に戦ったが敗れて捕らえられ、再び廃位された上両目を刳り貫かれて追放された（両目を失明させられた後、王家の台所の下働きとされたともいわれる）。それからまもなく、ドナルド3世はフォファシャーのレスコビーにて没した。

## 子女
- ベソック - ティンダル卿ユートレッドと結婚。娘ヘクスティルダはリチャード・カミンと結婚し、2人の子孫ジョン・カミンは後にスコットランド王位を請求した（スコットランド独立戦争）。